# Adolfo Schwelm Cruz
Adolfo Carlos Julio Schwelm-Cruz (Buenos Aires, 1923. június 28. – Buenos Aires, 2012. február 10.) argentin autóversenyző.

## Pályafutása
1953-ban részt vett a Formula–1-es világbajnokság argentin versenyén. A tizenharmadik helyről rajtolt a futamon, majd húsz kör megtétele után kiesett.
Pályafutása alatt több, a világbajnokság keretein kívül rendezett Formula–1-es futamon is szerepelt.
Rövid betegség után 2012-ben hunyt el, 88 évesen.

## Eredményei

### Teljes Formula–1-es eredménylistája
(Táblázat értelmezése)

(Félkövér: pole-pozícióból indult; dőlt: leggyorsabb kört futott) 

| Év   | Csapat             | Modell     | Motor              | 1      | 2   | 3   | 4   | 5   | 6   | 7   | 8   | 9   | Helyezés | Pont |
| ---- | ------------------ | ---------- | ------------------ | ------ | --- | --- | --- | --- | --- | --- | --- | --- | -------- | ---- |
| 1953 | Cooper Car Company | Cooper T20 | Bristol Straight-6 | ARG Ki | 500 | NED | BEL | FRA | GBR | GER | SUI | ITA | -        | 0    |

## Külső hivatkozások
- Profilja a grandprix.com honlapon (angolul)
- Profilja a statsf1.com honlapon (angolul)

1. ↑  Racing car driver Adolfo Schwelm Cruz dead. (Hozzáférés: 2012. július 5.)